# RiceGum
Bryan Le (født 19. november 1996), også kendt som RiceGum, er en amerikansk youtuber. Hans mest populære videoer er hans serie "These Kids Must Stopped", hvor han lavede sjov med populære webstjerner som Loren Gray, Jacob Sartorius og Hunter Rowland. Han har opnået over 9 millioner abonnenter på sin kanal.
Bryan er af vietnamesisk og kinesisk afstamning. Hans forældre er vietnamesere og kinesere. Han er født og opvokset i Las Vegas. Han startede sin YouTube-kanal tilbage i oktober 2012, og lavede forskellige videoer om Call of Duty. Han fandt senere berømmelse i slutningen af 2015, da han uploadede en video med titlen "These Kids Must Be Stopped" hvor han blev opmærksom på forskellige teenageres dårlige opførsel. Le er også blevet kendt for at være sammen med Jacob Sartorius, en anden youtuber, i sine videoer.
Han er blandt andet også kendt for sine diss tracks han har blandt andet lavet diss tracks om Logan og Jake Paul, samt Ian Carter, bedre kendt som iDubbbz.
RiceGum har også en gruppe kaldt "Clout Gang" hvor der er andre youtubere med i som Alissa Violet, Brian Awadis, også kendt som FaZe Rug, Ricky Banks, kendt som FaZe Banks, Sommer Ray, Ugly God, Carrinton Durham og Amar Koomz.